# Museo de Arte Afroamericano
El Museo de Arte Afroamericano de Caracas (MAA) es un recinto cultural privado fundado en 2004 en Caracas dedicado a la difusión del arte y manifestaciones de la cultura afrodescendiente en Venezuela.

## Historia
El Museo de Arte Afroamericano de Caracas fue fundado en 2004 por Nelsón Sánchez Chapellín. El 22 de mayo de 2011 fue inaugurado en su sede actual ubicada en la Parroquia San Bernardino. El MAA surgió del proyecto de la fundación antes mencionada, a partir del interés del tema de la afrodescendencia y los diversos viajes que han emprendido sus creadores Nelson Sánchez y Morris Matza al continente africano.
Este museo es el único espacio dedicado específicamente a la cultura africana en Venezuela. Cuenta con una de las colecciones de arte africano más grande de América Latina, valuada en más de diez mil dólares.[cita requerida]
El MAA tiene tratados con la UCV y con la USB, para intercambiar contenidos académicos y promover actividades musicales.

## Edificio
El Museo de Arte Afroamericano está cimentado en la estructura ya existente de una quinta en la urbanización San Bernardino, la cual fue restaurada y modificada para albergar parte de la colección, las oficinas administrativas, el Centro de Investigación y Documentación, un patio para actividades múltiples, un restaurante y una pequeña tienda que vende artesanía nacional y objetos alusivos a la colección y la cultura africana en general. También se cuenta con áreas verdes alrededor y al interior del Museo.   
En cuanto al Centro de Investigación y Documentación, la colección de libros especializados referentes a la cultura y arte africano, se aproxima hacia los 1.000 tomos. Esta archivo bibliográfico también cuenta con textos que abarcan las categorías de historia, poesía, literatura, fauna, textiles y lugares de África. 

## Colección
La colección suma unas 5.000 piezas muy variadas en su composición, entre ellas esculturas autóctonas de África, se incluye indumentaria, accesorios como collares, platos labiales, trajes ceremoniales, colgantes, zarcillos y una colección especial de accesorios tejidos con cauris y mostacilla.
En la sección de esculturas, destacan algunas de la etnia Nok de Nigeria, que son contemporáneas con la cultura egipcia, placas de bronce de Benín del antiguo Reino de Dahomey y que adornaban las paredes del palacio del Rey, y una capa etíope de matrimonio con hilos de plata, que usaban los novios el día de su boda.  Así como también, hay una numerosa colección de máscaras africanas.
El Museo también cuenta con una serie de instrumentos africanos en exposición como tambores, laúdes, shekeres, koras, entre otros.
El Museo está abierto al público de 8:00 a. m. a 3:15 p. m. de miércoles a domingo. Dentro de sus actividades ofrece al público eventos de música, artes plásticas, performances, entre otras actividades los fines de semana.